# Alois Gironcoli
Alois Gironcoli (* 20. Juni 1834 in Görz; † 1. Oktober 1877 in Klagenfurt) war Abgeordneter zum Österreichischen Abgeordnetenhaus.

## Leben
Alois Gironcoli war Sohn von Hofrat Josef Gironcoli. Er studierte Rechtswissenschaft an der Universität Wien und war Realitätenbesitzer in Klagenfurt. Von 1865 bis 1866 war er Gründer und Herausgeber der wöchentlich zweimal erscheinenden "Alpen-Blätter" in Klagenfurt. Im Jahr 1871 war er Redakteur der "Wiener Zeitung".  1872 trat er in den Ruhestand und übersiedelte nach Klagenfurt.
Er war römisch-katholisch und seit 1855 verheiratet mit seiner Cousine Franziska von Findenigg, mit der er einen Sohn hatte.

## Politische Funktionen
- 1867–1871: Abgeordneter zum Kärntner Landtag (2. und 3. Wahlperiode), Wahlkreis Landgemeinden (St. Veit, Friesach, Gurk, Althofen, Eberstein); zu dieser Zeit war er auch im Landesausschuss
- 15. September 1870 bis 10. August 1871: Abgeordneter des Abgeordnetenhauses im Reichsrat (III. Legislaturperiode), Kronland Kärnten, Kurie Landgemeinden